# Kane Tanaka
Kane Ota, coneguda com a Kane Tanaka (田中 カ 子 Tanaka Kane ?, Fukuoka, 2 de gener de 1903 - Fukuoka, 19 d'abril de 2022) fou una dona supercentenària japonesa de 119 anys. Des de la mort de la seua compatriota Chiyo Miyako, el 22 de juliol de 2018, fou la persona viva verificada més longeva del món, reconeguda des del 2019 als Rècords Guinness.
Des de l'any 2019, és la japonesa més longeva verificada i la tercera persona més longeva de tots els temps, darrere de la francesa Jeanne Calment, que arribà als 122 anys, i la nord-americana Sarah Knauss, que també complí els 119. Al seu torn, al costat de totes dues, és una de les úniques tres persones a la història en haver assolit els 118 anys documentats (Knauss va aconseguir també els 119, i Calment va ser l'única persona en complir els 120, 121 i 122 anys). Així mateix, és l'única persona nascuda el 1903 que encara vivia el 2022.
Tanaka va néixer el 2 de gener de 1903 al poble de Wajiro (ara part de Fukuoka), a la Prefectura de Fukuoka, al Japó, a l'illa meridional de Kyushu. Tanaka va néixer prematurament i va beure llet del pit de mestresses de criança abans que de la seva mare. Durant la Segona Guerra Mundial, ella va treballar en una botiga venent mochi, una mena de pastissos d'arròs típics del Japó, amb el seu marit Hideo Tanaka. Després que Hideo i el seu fill morissin durant la guerra, va continuar treballant en la botiga fins a retirar-se a l'edat de 63 anys. En els anys 1970, va visitar els Estats Units, on té diverses nebodes i nebots.
Amb 103 anys, Kane fou diagnosticada amb càncer de còlon del qual sobrevisqué. Quan tenia 107 anys, el seu fill va escriure un llibre en el qual parla sobre la seva vida i longevitat i està titulat En temps bons i dolents, 107 anys. Tanaka ha viscut en una residència d'avis al districte electoral de Higashi-ku de Fukuoka, on ocupa part del seu temps jugant a jocs de taula i fa passejades curtes als passadissos de les seves instal·lacions. Els seus passatemps inclouen cal·ligrafia i càlculs. Ella considera les hores de son i esperança com els seus secrets de la longevitat de la seva família. Al juliol de 2018 va dir que li agradaria viure uns altres cinc anys més.
Tanaka li ha donat valor a consumir aliments com arròs, sopa i peixos petits, així com beure molta aigua, una dieta que ha seguit des que té aproximadament 112 anys. També acredita tenir una gana fort i menjar les seves llaminadures preferides, a més de beure tres llaunes de cafè enllaunat i gasoses, a més de begudes nutritives. El seu renebot, Gary Funakoshi, va declarar davant el Tribunal de la Unió de San Diego que Tanaka atribueix la seva longevitat a la seva fe en els Kami, deïtats japoneses del xintoisme.